# Підвищення компетентності
Підви́щення компете́нтності  (англ. capacity building) — результат заходів, що направлені на одержання таких знань і навичок в окремих громадян, соціальних груп, організацій, підприємств і органів влади, які дозволять ввійти їм до глобального Суспільства Знання і в економіку, що заснована на засадах знання, а також приймати обґрунтовані рішення, адекватні їхнім потребам.